# Lepidium monoplocoides
Lepidium monoplocoides là một loài thực vật có hoa trong họ Cải. Loài này được F. Muell. mô tả khoa học đầu tiên.